# António da Costa (escultor)

Nascimento de Vénus, 1930

 António da Costa (1899 — 1970) foi um escultor português. Pertence à segunda geração de artistas modernistas portugueses.

## Biografia / Obra
Frequentou a Escola de Belas-Artes de Lisboa, onde foi aluno de Simões de Almeida. Durante a sua permanência em Paris, depois de 1919, foi discípulo de Bourdelle, cuja influência pode detetar-se em obras como As Mulheres e as Uvas – exposto no Salon de Paris, 1923 –, e a Mulher Alada (1933), pertencente ao Monumento à Batalha de Ourique, Vila Chã. Foi autor da estátua de Nossa Senhora de Fátima para a fachada da Igreja de Nossa Senhora do Rosário de Fátima, Lisboa (1938).
Participou no I Salão dos Independentes com 6 obras, entre as quais Nascimento de Vénus, 1930. Participou no Pavilhão de Portugal da Exposição Internacional de Paris, 1937 (estátua do Presidente Carmona), e na Exposição do Mundo Português, 1940.
Trabalhou depois na América Central, vindo a morrer nos Estados Unidos, quase na miséria.

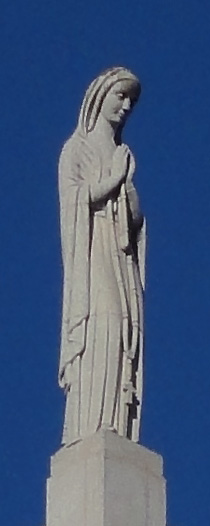
Nossa Senhora de Fátima, Lisboa